# Gijón
Gijón (asturisk: Xixón) er en by i regionen Asturien i det nordvestlige Spanien med et indbyggertal på 268.561 (2024). Byen ligger ved kysten til Biscayabugten.